# Pachycerosia bipunctulata
Pachycerosia bipunctulata là một loài bướm đêm thuộc phân họ Arctiinae, họ Erebidae.